# Floorball
Floorball er en holdsport i hockeyfamilien med 5 markspillere og en målmand på hvert hold. Man spiller med stave og plastikbold med huller på en indendørsbane med 50 cm høje bander. Kampe spilles i tre perioder af 20 minutter. 
Sporten organiseres i Danmark af Floorball Danmark og på internationalt plan af IFF. Der er over 300.000 (2014) registrerede floorballspillere på verdensplan. I Danmark kaldes den bedste række for herrer Unihoc Floorball-Ligaen og dameligaen ligeså. Hvert år spilles der desuden en EuroFloorball Cup for klubhold, og derudover er der verdensmesterskaber hvert andet år på henholdsvis herre- og damesiden.
Sporten er meget ny sammenlignet med eksempelvis fodbold og er derfor i stadig udvikling. De grundlæggende regler stammer dog tilbage fra 1979, hvor den første floorballklub i verden blev grundlagt, Sala IBK (Sverige). De blev dog først nedskrevet i 1981 som officielle regler til kampe.

## Spillet
Spillet foregår på en indendørs bane på en længde af 40 gange 20 meter (det samme som en håndboldbane) med 50 cm høje bander omkring. Der spilles med 6 spillere på hvert hold inklusiv en målvogter. Målet er 115 cm højt og 160 cm bredt. De 5 markspillere har hver en stav med et ofte let krummet blad forneden. Med disse stave gælder det om at aflevere/spille bolden til hinanden for derved at gennemtrænge modstandernes forsvar, hvorved man kan score i målet ved at skyde bolden forbi målmanden, der er placeret siddende på knæene. Det hold, der har scoret flest gange, vinder kampen. Hvis begge hold har scoret lige mange gange ender kampen uafgjort. Dette kan i tilfælde hvor en sejr til et af holdene er påkrævet, resultere i forlænget spilletid og/eller straffeslagskonkurrence.
Der spilles med stavene fra holdkammerat til holdkammerat, men det er også muligt at føre bolden frem alene ved hjælp af finter, da modstanderholdet hele tiden vil forsøge at erobre bolden enten ved direkte at tage bolden fra den spiller, der er i bessidelse af den, eller ved at komme imellem to medspillere ved et forsøg på en aflevering og derved overtage bolden.
Floorball er helt bestemt en kontaktsport, men spillet stoppes kun sjældent ved at dommeren stopper spillet efter et brud på reglerne, eller hvis bolden ryger uden for banderne, hvorved spillet genoptages 1,5 meter væk fra banden, hvilket er markeret på banen. Sporten er kendt som en hård sport rent fysisk, med endnu flere nærkampe end fodbold. 
Der kan foretages et frit antal udskiftninger i løbet af en kamp på et hvilket som helst tidspunkt af kampen. Kampen stoppes ikke i forbindelse med en udskiftning. Et hold kan dog maksimalt have 20 spillere til en kamp.

## Historie
Der er nogen tvivl om, hvor floorballen oprindeligt er opfundet, men den gængse betragtning er, at historien starter tilbage i 1950'ernes USA, hvor man fremstillede plastikstave til brug i ishockeytræning i sommerhalvåret. På den tid var stavene blot tænkt som hjælperedskaber til den etablerede sport og ikke som startsskudet til en ny sportsgren. Man spillede indendørs på halgulv, hvor man kaldte det gulvhockey. I USA blev den første gulvhockeyturnering afholdt i Michigan i 1976.
Til at begynde med brugte man en plastik-puk, som hurtigt ændredes til en plastikbold noget lignende den, der bruges i dag. Dette var allerede sket, da en flok svenske studerende i slutningen af 1960'erne (1968) eller i starten af 1970'erne fandt stavene i Holland hos en importør, der havde importeret udstyret fra USA. Sporten slog hurtigt igennem i Sverige og udbredtes i skoleidrætten og i fritidsklubber. Flere andre sportsgrene brugte desuden floorballen som opvarmning. Sporten var på den tid ikke som i dag. Antallet af spillere samt målenes størrelse varierede en del. De var oftest noget mindre end i dag, men havde til gengæld ingen målmand. Sporten blev dog mere etableret, da verdens første floorballklub blev dannet i Sala i Sverige, Sala IBK, i 1979.
I løbet af 1970'erne havde sporten også fået fat i resten af Europa og flere var dermed med til at forme sporten som den ser ud i dag. I Schweiz blev sporten blandt andet udviklet af en sportslærer i Bern, hvorfor Schweiz også i dag er et af de fire førende lande inden for sporten.
Allerede først i 1980'erne tog sporten alvorlige skridt mod at blive en international organiseret sportsgren. Gennembruddet kom fra Sverige, da tennisstjernerne fra det svenske Davis Cup-landshold spillede en opvisningskamp i floorball mod floorballspillere. Denne kamp fik stor mediedækning og pludselig var floorball i alles tanker i Sverige. Imens blev først Sveriges Innebandyförbund dannet og dernæst de japanske, finske og schweiziske forbund. Hertil kom i 1986 det Internationale floorballforbund. På dansk plan blev floorballen organiseret i 1989 med stiftelsen af DaFU dagen efter den første danske klub, Aalborg Flyers, blev stiftet. Først i 1991 blev DaFU optaget i IFF.
I 1992 blev det første DM afholdt. Da var det dog ikke som turnering, men som et åbent stævne, der afvikledes over en weekend. I '93 blev det til den første kamp for det danske herrelandshold, hvor resultatet var to nederlag til Norge. På det tidspunkt var den første landskamp for længst blevet spillet mellem Finland og Sverige i 1985.
Danmarksmesterskabet afvikledes første gang over en hel sæson i 1992 med afsluttende semifinaler og finaler i Helsingør. Klip fra denne finale blev vist på DR1 og var den første mediedækning fra en national tv-kanal af sporten i Danmark. I 1994 blev det første internationale mesterskab for herrer spillet. Dette var EM 1994, hvor Sverige vandt 4-1 over Finland foran 13 000 tilskuere (udsolgt) i Globen i Stockholm. Det internationale floorballforbund var i 1994 desuden nået op på 13 medlemslande.
I 1995 formåede floorball at blive optaget i DIF efter dog at have prøvet forgæves flere gange tidligere. Floorball blev optaget sammen med hockey som Dansk Hockey og Floorball Forbund. Dette år spilledes samtidig det første internationale mesterskab for kvinder, hvor Sverige vandt 8-2 over Norge (2100 tilskuere). Danmark deltog ved det første VM i floorball. Holdets forberedelser bestod i at spille træningskampe mod svenske div.2- og div.3-hold på vejen til Göteborg, hvor mesterskabet blev afholdt. Billetterne til VM-finalen i Globen var udsolgt, og finalen blev overværet af 15.106 tilskuere.
I 2004 blev IFF medlem af GAISF, og i 2005 introduceredes minifloorball eller 3-mandsfloorball. I december 2008 blev det næste store skridt for floorballen taget, da IOC valgte at give floorball anerkendelse som olympisk sportsgren.

### Navne
Floorball går internationalt under flere forskellige navne. I Sverige og Norge hedder det "innebandy" og i Finland "salibandy", da det historisk set har sin tilknytning til bandy, hvorimod det i vesteuropæiske tysktalende lande går under "unihockey", da det primært har sin tilknytning til ishockey.

## Regler

### Spillets deltagere
For hvert hold må maksimalt 20 spillere stille op til hver kamp. Alle de tyve skal være skrevet på holdkortet, og deltagere, der ikke er skrevet på, må ikke deltage eller opholde sig i udskiftningsområdet. Der er til gengæld ingen begrænsninger på, hvor mange markspillere og målmænd, der skal være på holdkortet, men der må maksimalt være én målmand på banen samt 5 markspillere af gangen. Der må foretages et ubegrænset antal udskiftninger, som dog alle skal foregå gennem udskiftningszonen. Hvis en spiller skades og trækkes ud, må han/hun ikke substitueres inden spillet er stoppet.
Målmanden har specielt udstyr, der inkluderer hjelm og beskyttelsestøj, og må desuden kun opholde sig i sit målfelt. Hvis dette forlades, betragtes denne ikke længere som målmanden. Et andet specielt kendetegn ved målmanden er, at denne ikke har nogen stav, men derimod må lave udkast med hænderne.
Ud over de "almindelige" spillere skal der for hvert hold igennem hele kampen være repræsenteret en holdkaptajn, hvis opgave det er at tale med dommeren. Holdlederen/holdlederne skal ligesom spillerne opholde sig i udskiftningszonen, hvorfra der coaches. 
Dommerholdet består af to dommere og et sekretariat, der fører protokol og styrer tiden efter dommernes anvisninger. De to dommere har ligeligt fordelte rettigheder.

### Udstyr
I floorball kræves der ikke så meget udstyr til spillerne udover deres stave og hurtigbriller hvis de bruger det men, blot banderne til banen, der er 50 cm høje, to mål samt den hullede bold. Målmanden derimod har masser af udstyr: han har en hjelm, knæbeskytter, skridtbeskytter, brynje, albue beskytter, tykke bukser, en tyk trøje og nogle målmænd spiller med handsker. 
Alt floorballudstyr bliver i dag testet af IFF i henhold til unionen reguleringer og skal være markeret som tilladt.

#### Banen
Banen er 40 x 20 meter og er omkranset af 50 cm høje bander, der bruges til at holde bolden inde på banen samt til teknisk at bruge som en "ekstra medspiller". Over midten af banen er midterlinjen, som adskiller de to hold ved opstart, og hvor bolden gives op efter scoringer i form af face off på midterpunktet.

#### Bolden
I begyndelsen spillede man med en puk som i ishockey, men det viste sig hurtigt, at den ikke var stort anvendelig på halgulv, hvorfor den blev udskiftet med den runde, hule, hullede bold vi kender i dag. De små fordybninger i bolden, der reducerer luftmodstanden, såvel som friktionen i gulvet, kom først til senere, da man med golfbolden som inspiration ville forsøge at gøre bolden hurtigere og mere præcis.
Bolden har en diameter på 72 mm og vejer 23 g. Der er 26 huller hver med en diameter på 11 mm.

#### Målet
Målet i floorball måler efter internationale regler 115x160 cm. Placeringen af målet er i det dertil markerede målfelt, hvori det noget mindre målmandsfelt er, hvor kun målmanden må befinde sig. Felterne er rektangulære, og stregerne hører med til feltet. Målene skal have åbningen vendt mod centrum af banen, således, at det ikke kun er muligt at score fra "bagsiden".

#### Staven
Staven består af et højest 95 cm langt skaft, hvorpå der sidder et såkaldt blad. Bladet kan være hooket, hvilket betyder, at det kan være bøjet. Dette må dog kun ske i begrænset omfang, og hooket må heraf ikke være på mere end 30 mm. Dette betyder, at afstanden fra gulvet til spidsen, hvis man lægger bladet på gulvet, ikke må være mere end 3 cm.

### Spilletid og pauser
Der spilles tre perioder af 20 minutters varighed og derimellem holdes pauser af 10 minutter. Spillet igangsættes i hver periode af dommeren ved et face off. Hvis kampen skal afgøres, og der ikke er fundet en vinder i den oprindelige tid, skal kampen forlænges med forlænget spilletid. Hvis kampen stadig ikke er afgjort bruges straffeslag til afgørelsen, hvor fem spillere fra hvert hold skyder, og derefter de samme fem efter tur indtil kampen er afgjort.
Sekretariatet skal efter hver endt periode indikere dette med en sirene eller lignende, hvormed pausetiden begynder. Det er desuden reguleret, at holdene skal bytte halvdel i pausen. Begge hold er selv ansvarlige for at stille op på banen efter endt pause. Hvis et hold ikke kan stille op efter pausen, bliver dette taberdømt.
I enhver kamp har hver hold mulighed for at holde en time out. Dette meddeles og dommeren fløjter kampen midlertidigt af. Meddelelsen skal gives enten af anføreren eller af holdledelsen.

### Bold i spil og ude af spil
Bolden er i spil når kampen er sat i gang af dommeren og befinder sig indenfor banderne. Der må gerne spilles bag målet og bolden er kun ude af spil, når dette dømmes af dommeren. Spillet igangsættes ligeledes af dommeren efterfølgende. Igangsættelsesmetoden afhænger dog af årsagen til, at bolden er ude af spil. En af de mest almindelige årsager, til at bolden er ude af spil, er, at bolden ryger uden for banderne. Der dømmes også ude, hvis bolden rører loftet eller andre objekter over banen. Hvis dette sker, får det hold, der ikke sidst har rørt bolden, et indslag fra indslagslinjen (1,5 m fra banden) dog ikke bag mållinjen. Ved et indslag skal bolden spilles til en anden spiller eller gå direkte i mål. 
Bolden er ydermere ude af spil, idet der er dømt et frislag. Frislaget tages derfra, hvor fejlen er begået, og kan enten spilles til en medspiller eller slåes direkte i mål.

### Fejl og straffe
Floorball er en ikke-kontakt-sport, og det er derfor heller ikke tilladt at tackle modspillere. Ej heller er det tilladt at slå på modstanderens stav, låse den eller løfte den. Samtidig er det heller ikke tilladt at have staven højere end ved hoften. Alt efter graden af forseelsen kan man få en 2 minutters straf eller blot en advarsel. Disse forseelser kan alle føre til et frislag til modstanderholdet. 

## Udbredelse
Floorball nyder den største udbredelse i Europa, hvor der også er blevet spillet om Europa Cuppen siden 1993, hvor damerne første gang spillede internationalt i Helsinki og herrerne spillede i Stockholm. Japan er det eneste ikke-europæiske land, der har været organiseret omkring floorball, indtil også USA kom med i 1993. Af samme grund afholdte man åbne Europamesterskaber i starten, så Japan også kunne deltage i internationale turneringer.
I dag spilles der floorball på fem kontinenter: Europa, Asien, Australien, Nordamerika og Sydamerika. Sporten er dog klart mest udbredt i Sverige. I Sverige står sporten som den anden mest udbredte holdsport næstefter fodbold og dermed den mest udbredte indendørssport.
Der er på verdensplan 277.752 registrerede spillere (2008).

### Organisering
Floorballsporten er organiseret gennem et internationalt organ kaldet International Floorball Federation, som arrangerer en række officielle internationale turneringer herunder VM for herrer og damer. Derudover bliver sporten organiseret i nationale organer, hvoraf det første blev oprettet i Sverige tilbage i 1981. I Danmark blev Dansk Floorball Union dannet i 1989 og trådte ind i det internationale forbund i 1991.

## Mesterskaber og turneringer
Der bliver både spillet Verdensmesterskaber for herrer og for damer hvert andet år skiftevis samt EM for herrer og damer ligeledes hvert andet år. Der er først langt senere end i Europa skabt grundlag for regionale mesterskaber på de øvrige kontinenter, hvor der nu afholdes APFC for Asien og NAFC, som dog også er for klubhold spillet i to indledende runder, for henholdsvis canadiske og amerikanske klubber. 
Derudover er EuroFloorball Cuppen en vigtig turnering, der spilles årligt og lister toppen af klubhold. 
Ydermere spilles flere internationale turneringer, der arrangeres landene imellem. Der blev eksempelvis afholdt 4-Nations Tournament i Avedøre i april 2008, hvor Finland, Schweiz, Norge og Danmark mødtes.
Nævneværdig er også Czech Open, der er en åben klubholdsturnering, der spilles hver sommer i Tjekkiet. Turneringen har været spillet årligt siden 1993.

### Nationale turneringer
Der spilles nationale mesterskaber for klubhold i mange lande, hvoraf den ældste er Svenska Superligan, som giver adgang til slutspillet i Sverigemesterskabet, som er blevet spillet op siden sæsonen 82/83.

#### Danmarksmesterskabet
I Danmark hedder den nationale mesterskabsliga Unihoc Floorball Ligaen både på herresiden og damesiden. Den spilles over en vintersæson og afsluttes med et slutspil, hvor øst- og vestdivisionerne spiller mod hinanden om mesterskaberne. Der er blevet spillet om det danske floorballmesterskab siden 1992 for herrerne, hvor det blev vundet af Aalborg Flyers. Hos damerne blev det første mesterskab afholdt i 1999, hvor Hafnia FC vandt guldet.